# Mezoregion Norte Amazonense

Mezoregion Norte Amazonense

Mezoregion Norte Amazonense – mezoregion w brazylijskim stanie Amazonas, skupia 6 gmin zgrupowanych w dwóch mikroregionach. Liczy 406.886,4 km² powierzchni.

## Mikroregiony
- Japurá
- Rio Negro